# Rönneshytta
Rönneshytta è un'area urbana della Svezia situata nel comune di Askersund, contea di Halland.
La popolazione rilevata nel censimento 2010 era di 283 abitanti .